# محصولات فیبر

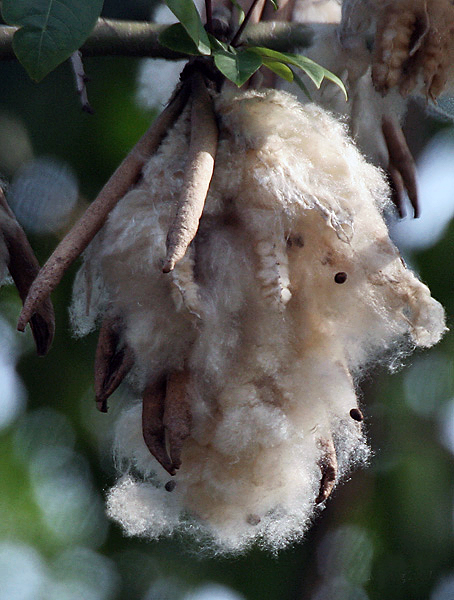
دانه کاپوک

محصولات فیبر (به انگلیسی: Fiber crops) محصولات زراعی هستند که برای استفاده از الیاف آنها پرورش می‌یابند، که به‌طور سنتی برای تهیه کاغذ، پارچه یا طناب استفاده می‌شوند.
محصولات فیبر غلظت زیادی از سلولز دارند. الیاف ممکن است مانند ویسکوز از نظر شیمیایی اصلاح شوند و برای ساختن ابریشم مصنوعی و سلفون بکار بروند. در سال‌های اخیر، دانشمندان علم مواد تمرکز و تلاش خود را در مورد استفاده بیشتر از این الیاف در مواد کامپوزیتی را آغاز کرده‌اند. با توجه به اینکه سلولز عامل اصلی مقاومت فیبرهای گیاهی است، این همان چیزی است که دانشمندان به دنبال بهبود برای ایجاد انواع بهتر الیاف هستند.
محصولات فیبر به‌طور کلی بعد از یک فصل زراعی قابل برداشت هستند، و مانند درختان، که به سالها زمان برای پرورش و برداشت آنها برای تولید موادی مانند فیبر خمیر کاغذ لازم ندارند. به هر شکل، تولید محصولات فیبر از نظر عملکرد فنی، تخریب محیط زیست یا هزینه تولید از فیبر خمیر چوب بهتر است.
در مورد استفاده از محصولات فیبر برای ساخت پالپ (خمیر کاغذی که کاربرد در تولید کاغذ و دستمال کاغذی و .. دارد) چندین اشکال وجود دارد. یکی در دسترس بودن فصلی موارد است. در حالی که می‌توان به‌طور مداوم درختان را برداشت کرد، بسیاری از محصولات مزرعه یک بار در طول سال برداشت می‌شوند و باید به گونه ای نگهداری شوند که محصول تا زمان مصرف پوسیده نشود. با توجه به اینکه بسیاری از کارخانه‌های تولید خمیر کاغذ روزانه به چند هزار تن منبع فیبر نیاز دارند، ذخیره این میزان مواد اولیه می‌تواند یک مسئله مهم باشد.
از نظر گیاه‌شناسی، الیاف حاصل از بسیاری از این گیاهان، الیاف ناحیه پوست هستند. این الیاف از بافت فلوئوم (بافت آبکش) گیاه حاصل می‌شوند. الیاف دیگر گیاهان زراعی الیاف سخت / برگ (از کلیت دسته‌های عروقی گیاه) هستند و الیاف سطح (از بافت اپیدرمی گیاه حاصل می‌شوند).